# 汪炎昶
汪炎昶（1261年—1338年），字懋选，号古逸民。婺源大畈人。汪宗臣的族孫。生于宋理宗景定二年（1261年），自幼好學，無書不讀，早年從孙嵩元游，學宗程、朱，宋亡後不仕，與江凱隠居婺源山，齋名雪甆。学者称为古逸先生。元惠宗至元四年（1338年）卒，著有《古逸民先生集》五卷。